# Happy Ending (Mika)
Happy Ending è il quarto singolo del cantautore britannico Mika estratto dall'album di successo Life in Cartoon Motion. Il singolo è stato pubblicato nell'ottobre 2007 in Inghilterra, a novembre dello stesso anno in Australia e a dicembre dello stesso anno in Italia.
Nell'album, Happy Ending è caratterizzata da una ghost track dal titolo Over My Shoulder.
La donna che canta con Mika in "Happy Ending" è Ida Falk Winland, una cantante d'opera ed ex compagna di classe di Mika al Royal College of Music con la partecipazione dello Studio Gospel Choir diretto da Maxim Anderson.
Mika ha avuto alcuni cantanti diversi che lo hanno accompagnato in "Happy Ending" per le sue esibizioni dal vivo, tra cui Saranayde (Sarah Jane Skeete), Samantha Antoniette Smith, IMMA (Erika Footman) e la stessa Ida Falk Winland.

## Video musicale
Il video musicale inizia con un pianoforte che suona da solo, poi la telecamera mostra Mika sul letto. Canta e ha un palloncino rosa attaccato al braccio e, mentre fluttua sopra di lui, si vede Mika con un abito rosa. Le pareti della sua stanza sono piene di immagini che iniziano a muovere la bocca e cantare con Mika. Mika passa attraverso palloncini bianchi, che mostrano tutte le volte in cui ha provato emozioni diverse. Il video si conclude con Mika che canta, con le mani guantate che ricordano volti cantanti. Sorride mentre lo schermo diventa nero. Il video musicale è stato diretto da AlexandLiane.

## Tracce
CD
1. Happy Ending (LA Edit) – 3:32
2. Grace Kelly (Acoustic) – 3:04
3. Happy Ending (Kleerup Mix) – 4:16

7" Vinyl
1. Happy Ending (LA Edit) – 3:32
2. Love Today (Acoustic) – 2:57

Promo CD
1. Happy Ending (Quentin Harris Remix) – 8:32
2. Happy Ending (Quentin Harris Instrumental) – 8:14
3. Happy Ending (The Time Of The Night Remix) – 5:40
4. Happy Ending (Kleerup Mix) – 4:16
5. Happy Ending (Trail Mix) – 4:20

## Classifiche
| Classifica (2007-08) | posizione più alta |
| -------------------- | ------------------ |
| Australia            | 7                  |
| Austria              | 29                 |
| Belgio (Fiandre)     | 11                 |
| Belgio (Vallonia)    | 26                 |
| Estonia              | 13                 |
| Francia              | 66                 |
| Germania             | 28                 |
| Israele              | 1                  |
| Italia               | 12                 |
| Paesi Bassi          | 15                 |
| Regno Unito          | 7                  |
| Romania              | 34                 |
| Svizzera             | 10                 |